# Еліпс (мова)
Е́ліпс або е́ліпсис (грец. ἔλλειψις — пропуск, випадіння, нестача) — пропуск у висловлюванні деяких структурних елементів, які мають домислюватись за контекстом. Наприклад, у реченнях можуть обминатися дієслова-зв'язки («я вже додому, а ти ще на роботу?»), в іменниково-прикметникових словосполученнях — іменники, на які вказують специфічні сполучення прикметників («Перша Кінна» (армія)). Еліпсис, як властивість тексту - є протилежністю плеоназму.
Еліпсис може бути механізмом утворення нових лексичних одиниць, наприклад, «пропозиція» у значенні «пропозиція одружитися».
Еліпс(ис) як стилістична фігура у літературі полягає в опущенні певного члена речення чи словосполучення, які легко відновлюються за змістом поетичного мовлення.
Вживається задля досягнення динамічності і стислості вираження думки та напруженості дії, відрізняючись цим від обірваної фрази (апосіопези), власне, вмовчування. Відомий приклад еліпсу — рядки з поеми Т. Шевченка «Перебендя», де пропущено додаток: «Орлом сизокрилим літає, ширяє, / Аж небо блакитне широкими (крилами) б'є».
Та найчастіше в еліптичних конструкціях випадає присудок:
(…) Одна нога в стременах…

Сніги. Вітри. Зима.

Розрубані ремена,

І голови нема…

Ще вчора був веселий:

Не думав, що — кінець…

Сьогодні ж — леле!

 Мрець…
У наведеному уривку з вірша Д. Фальківського «Одна нога в стременах», де розкривається неприхована правда про антилюдську громадянську війну, еліпс посилює переживання зображеної тут трагедії.
Еліпсисом або еліпсом також називають прийом побудови оповіді у літературі, драматургії, кіномистецтві тощо, коли у сюжетній послідовності певні події та проміжки часу оминаються, і читач або глядач має здогадуватись про те, що залишилося «за кадром».